# Oxylymma lepida
Oxylymma lepida là một loài bọ cánh cứng trong họ Cerambycidae.